# لوسئوگلیفلوزین
لوسئوگلیفلوزین (انگلیسی: Luseogliflozin) یک داروی بازدارنده SGLT2 است که برای درمان دیابت نوع ۲ به کار می‌رود.